# Mycale diaphana
Mycale diaphana är en svampdjursart som först beskrevs av Schmidt 1870.  Mycale diaphana ingår i släktet Mycale och familjen Mycalidae.
Artens utbredningsområde är Florida. Inga underarter finns listade i Catalogue of Life.